# Kantonnaal parlement

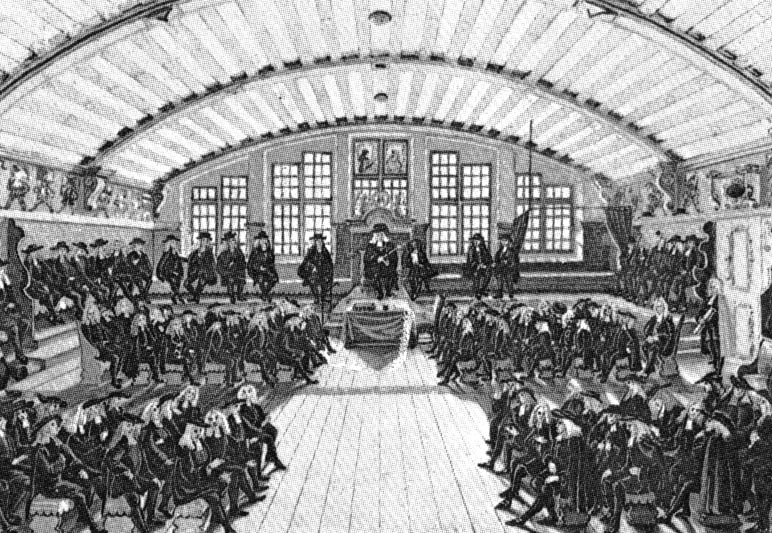
Vergadering van de Grote Raad van het kanton Bern in 1735

Kantonsparlementen zijn in Zwitserland de parlementen of wetgevende raden van de kantons. De kantonsparlementen bezitten wetgevende macht, controleren de uitvoerende macht, behandelen referenda en volksinitiatieven.
De parlementen worden in de meeste kantons om de vier jaar gekozen via algemeen kiesrecht. De parlementen hebben een vaste zittingsduur en kunnen dus niet tussentijds ontbonden worden. De meeste Zwitserse kantons zijn opgedeeld in districten die tevens fungeren als kiesdistricten. Binnen deze meerpersoonskiesdistricten worden de leden verkozen middels evenredige vertegenwoordiging met vrije lijsten. In het kanton Graubünden wordt echter een meerderheidsstelsel gebruikt.
Het ledental van de kantonsparlement varieert van 49 (Appenzell Innerrhoden) tot 180 (Zürich). Het voorzitterschap van een kantonsparlement heeft een ambtsduur van één jaar. Ieder jaar wordt er dus een nieuwe voorzitter gekozen, die uit een andere partij afkomstig moet zijn dan zijn voorganger.
Omdat de kantons een directoriaal systeem kennen, is de kantonsregering niet afhankelijk van de steun of het vertrouwen van een meerderheid in het parlement. Daarom worden er geen coalities gesloten en komen in het parlement steeds wisselende meerderheden per onderwerp tot stand.

## Overzicht
| Kanton                 | Kantonnaal parlement                   | Kantonnaal parlement                                    | Aantal leden |
| Kanton                 | Nederlandse benaming                   | Lokale benaming                                         | Aantal leden |
| ---------------------- | -------------------------------------- | ------------------------------------------------------- | ------------ |
| Aargau                 | Grote Raad van Aargau                  | Grosser Rat (de)                                        | 140          |
| Appenzell Ausserrhoden | Kantonsraad van Appenzell Ausserrhoden | Kantonsrat (de)                                         | 65           |
| Appenzell Innerrhoden  | Grote Raad van Appenzell Innerrhoden   | Grosser Rat (de)                                        | 49           |
| Bazel-Landschap        | Landraad van Basel-Landschaft          | Landrat (de)                                            | 90           |
| Bazel-Stad             | Grote Raad van Bazel-Stad              | Grosser Rat (de)                                        | 100          |
| Bern                   | Grote Raad van Bern                    | Grosser Rat (de) Grand Conseil (fr)                     | 160          |
| Fribourg               | Grote Raad van Fribourg                | Grand Conseil (fr) Grosser Rat (de)                     | 110          |
| Genève                 | Grote Raad van Genève                  | Grand Conseil (fr)                                      | 100          |
| Glarus                 | Landraad van Glarus                    | Landrat (de)                                            | 60           |
| Graubünden             | Grote Raad van Graubünden              | Grosser Rat (de) Cussegl grond (rm) Gran Consiglio (it) | 120          |
| Jura                   | Parlement van Jura                     | Parlement (fr)                                          | 60           |
| Luzern                 | Kantonsraad van Luzern                 | Kantonsrat (de)                                         | 120          |
| Neuchâtel              | Grote Raad van Neuchâtel               | Grand Conseil (fr)                                      | 115          |
| Nidwalden              | Landraad van Nidwalden                 | Landrat (de)                                            | 60           |
| Obwalden               | Kantonsraad van Obwalden               | Kantonsrat (de)                                         | 55           |
| Sankt Gallen           | Kantonsraad van Sankt Gallen           | Kantonsrat (de)                                         | 120          |
| Schaffhausen           | Kantonsraad van Schaffhausen           | Kantonsrat (de)                                         | 60           |
| Schwyz                 | Kantonsraad van Schwyz                 | Kantonsrat (de)                                         | 100          |
| Solothurn              | Kantonsraad van Solothurn              | Kantonsrat (de)                                         | 100          |
| Thurgau                | Grote Raad van Thurgau                 | Grosser Rat (de)                                        | 130          |
| Ticino                 | Grote Raad van Ticino                  | Gran Consiglio (it)                                     | 90           |
| Uri                    | Landraad van Uri                       | Landrat (de)                                            | 64           |
| Vaud                   | Grote Raad van Vaud                    | Grand Conseil (fr)                                      | 150          |
| Wallis                 | Grote Raad van Wallis                  | Grand Conseil (fr) Grosser Rat (de)                     | 130          |
| Zug                    | Kantonsraad van Zug                    | Kantonsrat (de)                                         | 80           |
| Zürich                 | Kantonsraad van Zürich                 | Kantonsrat (de)                                         | 180          |